# Яметкіно
Яме́ткіно (рос. Яметкино, марій. Ямисола) — присілок у складі Медведевського району Марій Ел, Росія. Входить до складу Знаменського сільського поселення.

## Населення
Населення — 69 осіб (2010; 44 у 2002).
Національний склад (станом на 2002 рік):
- марійці — 59 %